# Erich Kästner Museum

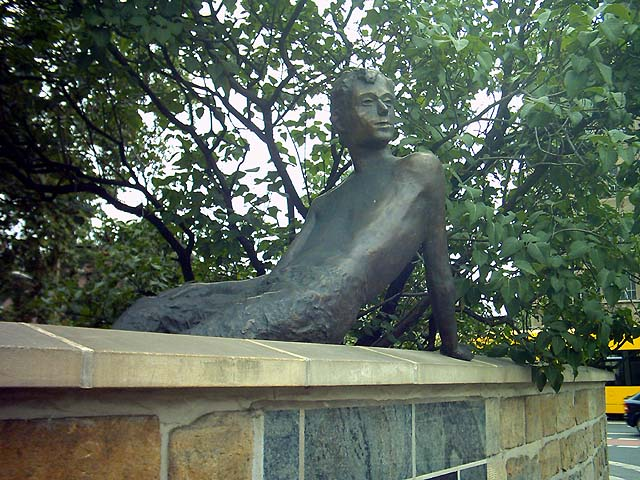
Bronzeplastik auf der Mauer des Erich Kästner Museums in Dresden

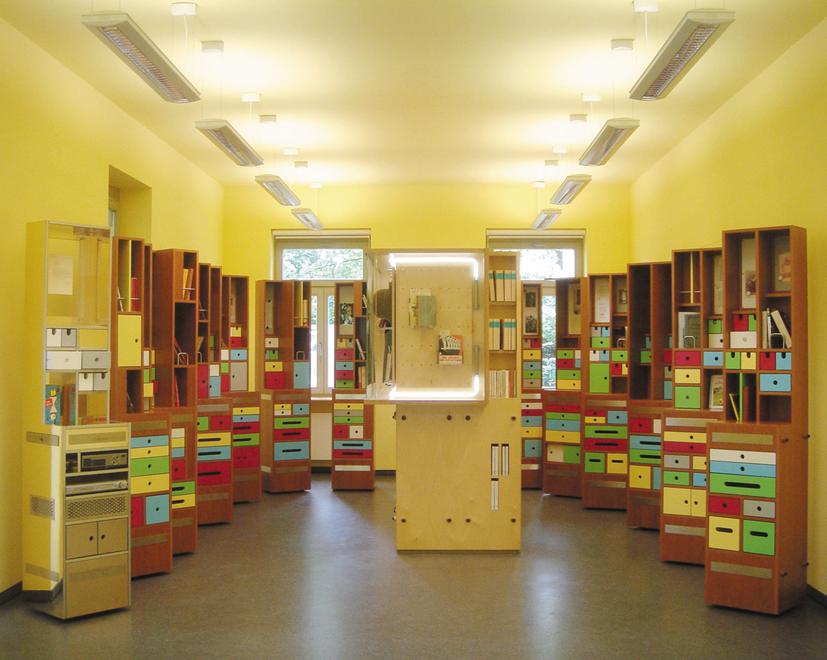
Erich Kästner Museum – interaktives mobiles micromuseum

Das Erich Kästner Museum in Dresden, der Geburtsstadt des Dichters, wurde 1999 gegründet und im Jahr 2000 eröffnet. Es befindet sich in der „Villa Augustin“ an der Antonstraße 1 sowie dem Albertplatz in der Inneren Neustadt. Der Onkel Erich Kästners, Franz Augustin, ein Bruder seiner Mutter und reicher Pferdehändler, lebte hier. Der jugendliche Erich Kästner kam öfter zu Besuch. Viele Plätze der Umgebung tauchen in seinen Erzählungen im Band Als ich ein kleiner Junge war auf.
Die Villa Augustin wurde durch ihre neue, kreative Nutzung als Museum belebt und steht als Beispiel für eine dynamische Denkmalpflege. 
Das Erich Kästner Museum ist ein von Ruairí O’Brien konzipiertes mobiles, interaktives micromuseum. Das minimalistische Museum nimmt im geschlossenen Zustand einen Quader von 3 × 2 × 1,2 Meter ein, Piktogramme bilden seine Grundlage. Die Museumsarchitektur besteht aus einem Multimediakern mit Ausstellungsflächen für Originalexponate, Videos, Büchern sowie 13 beweglichen Modulen mit verschiedenfarbigen Schubladen. Jede Schubladenfarbe steht für einen anderen Aspekt zu Leben und Werk Erich Kästners. Die Besucher können die Person Erich Kästner selbst erschließen, indem sie die Inhalte der Schubladen anfassen, lesen und ausprobieren. Durch das Bedienen der lebensgroßen, multimedialen Bausteine eröffnet sich dem Interessierten der Zugang in die komplexe Erich Kästner Welt, in die auf selbstgesteuerter Route und in selbstbestimmten Tempo Einblick gewonnen werden kann. Das micromuseum bedient sich keiner linearen Route, durch die der Besucher geführt wird, sondern jeder Museumsgang gestaltet sich individuell. Dieses pädagogische Konzept der Interaktivität, des entdeckenden Lernens, umgesetzt in einem Literaturmuseum, ist eines der Alleinstellungsmerkmale des Erich Kästner Museums. Auch der ressourcensparende Aufbau des micromuseums ist zukunftsorientiert. Der autarke Holzquader findet fast überall Platz und kann sowohl in kleinen als auch in großen Ausstellungsräumen existieren. 
Getreu nach dem Konzept des „Doppelten Lottchen“ existiert die „Travelling Micromuseum Exhibition“ als reisender Zwilling des Erich Kästner micromuseums. 2014 wurde die Wanderausstellung eröffnet und bereiste seitdem Orte wie Washington D. C., Omsk, London oder Tokio.
Ein ähnlich konzipiertes Dresdner Museum ist das zurzeit nicht aufgebaute Plattenbaumuseum in der Johannstadt, das ebenfalls einem Konzept O’Briens zugrunde liegt.
Im Jahr 2015 rief das Erich Kästner Museum ein neues Projekt ins Leben, das Museum ohne Wände – Erich Kästner Viertel.